# سفر ماکائو ژاپن

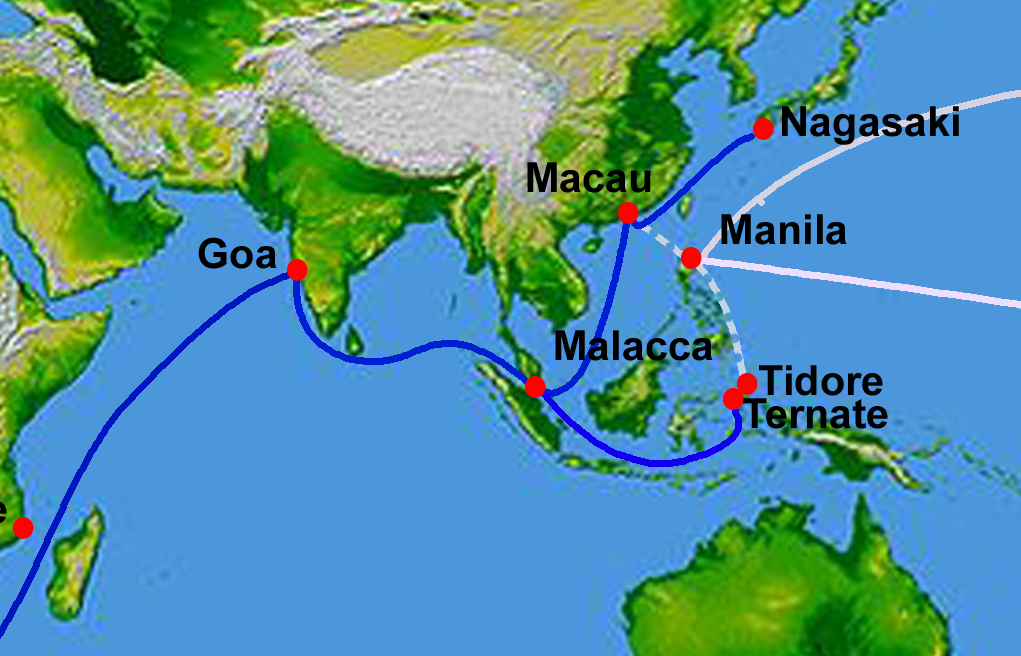
سفر ماکائو ژاپن، مسیر تجاری پرتغال که گوا را به ناگاساکی (آبی) و مسیرهای اسپانیایی (سفید) متصل می کند.

سفر ماکائو ژاپن (انگلیسی: Japan voyage) یک مسیر تجاری بود که توسط پرتغالی‌ها از سال ۱۵۵۰ تا ۱۶۳۹ ایجاد شد و گوا، پایتخت آن زمان هند پرتغالی را به ژاپن وصل می‌کرد. و مسئول آن یک کاپیتان ژنرال بود.